# Großer Hundstod
Großer Hundstod – szczyt w paśmie Alp Berchtesgadeńskich, części Alp Bawarskich. Leży na granicy między Niemcami (Bawaria), a Austrią (Salzburg).
Po raz pierwszy został zdobyty przez Karla Thurwiesera w 1825 r.